# Biskupiec
Biskupiec [bʲisˈkupʲɛts] (deutsch Bischofsburg) ist eine Stadt im Powiat Olsztyński (Allenstein) der polnischen Woiwodschaft Ermland-Masuren. Die Stadt ist Sitz der Stadt-und-Land-Gemeinde Biskupiec.
Um die Stadt von dem gleichnamigen, in der Nähe liegenden Ort Biskupiec zu unterscheiden, wird sie auch Biskupiec Reszelski genannt, so heißt auch der Bahnhof an der ehemaligen Bahnstrecke Czerwonka–Ełk.

## Geographische Lage
Die Stadt liegt im historischen Ermland, im östlichen Bereich der Allensteiner Seenplatte (poln. Pojezierze Olsztyńskie), die zum masurischen Seengebiet gehört. Auf Gemeindegebiet liegt der Daddaisee (poln. Dadaj), er ist mit 10 km² der größte See der Seenplatte. Dort mündet das kleine Flüsschen Dimmer (poln. Dymer), an dessen Ufer die Stadt liegt. Die umgebende Landschaft gehört zum Baltischen Landrücken, ist hügelig geprägt und wird von den Rudauer Höhen mit ihren Erhebungen zwischen 180 und 216 Metern dominiert. Die Stadt selbst liegt auf einer Höhe von 155 Metern.

## Geschichte

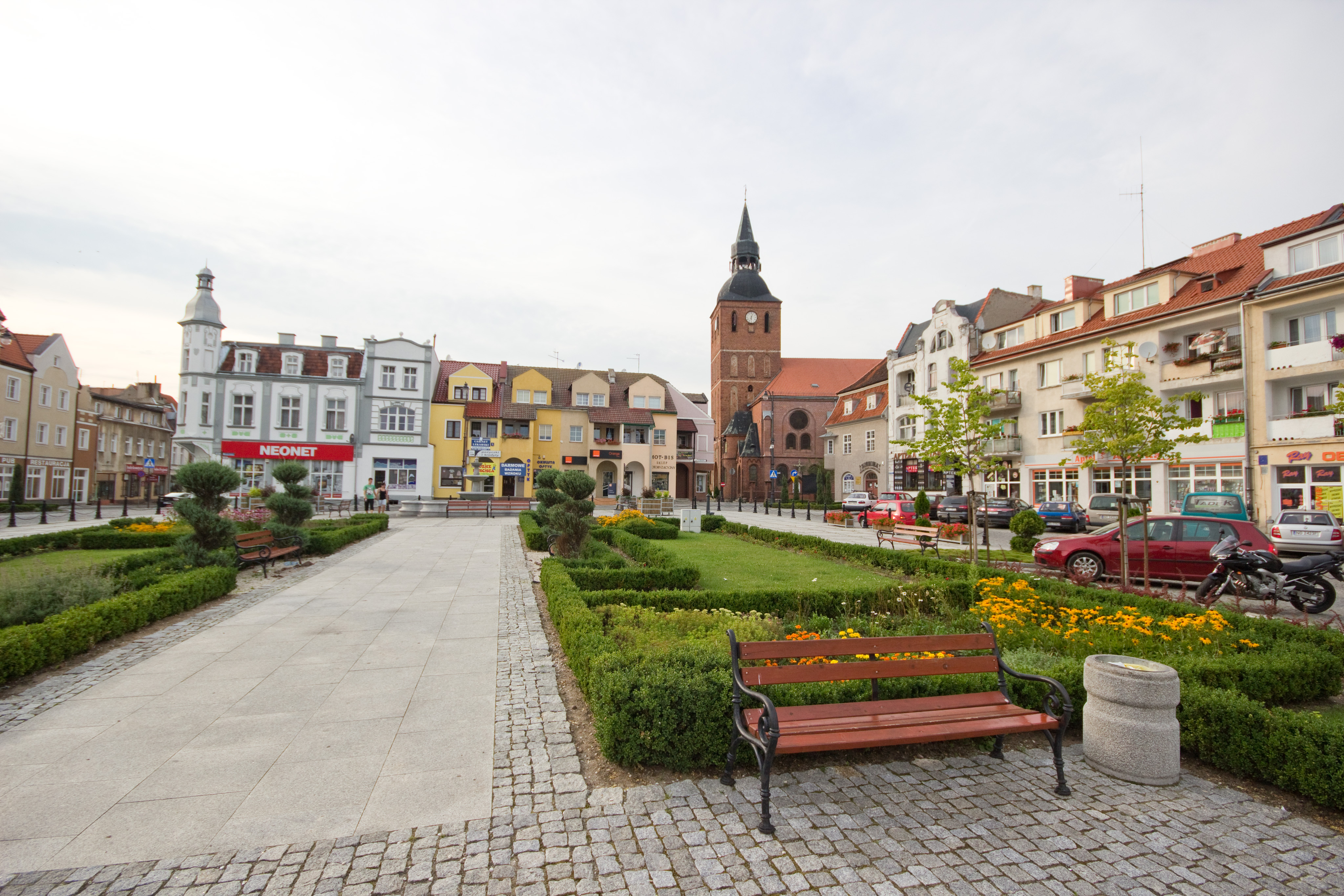
Stadtzentrum mit Marktplatz

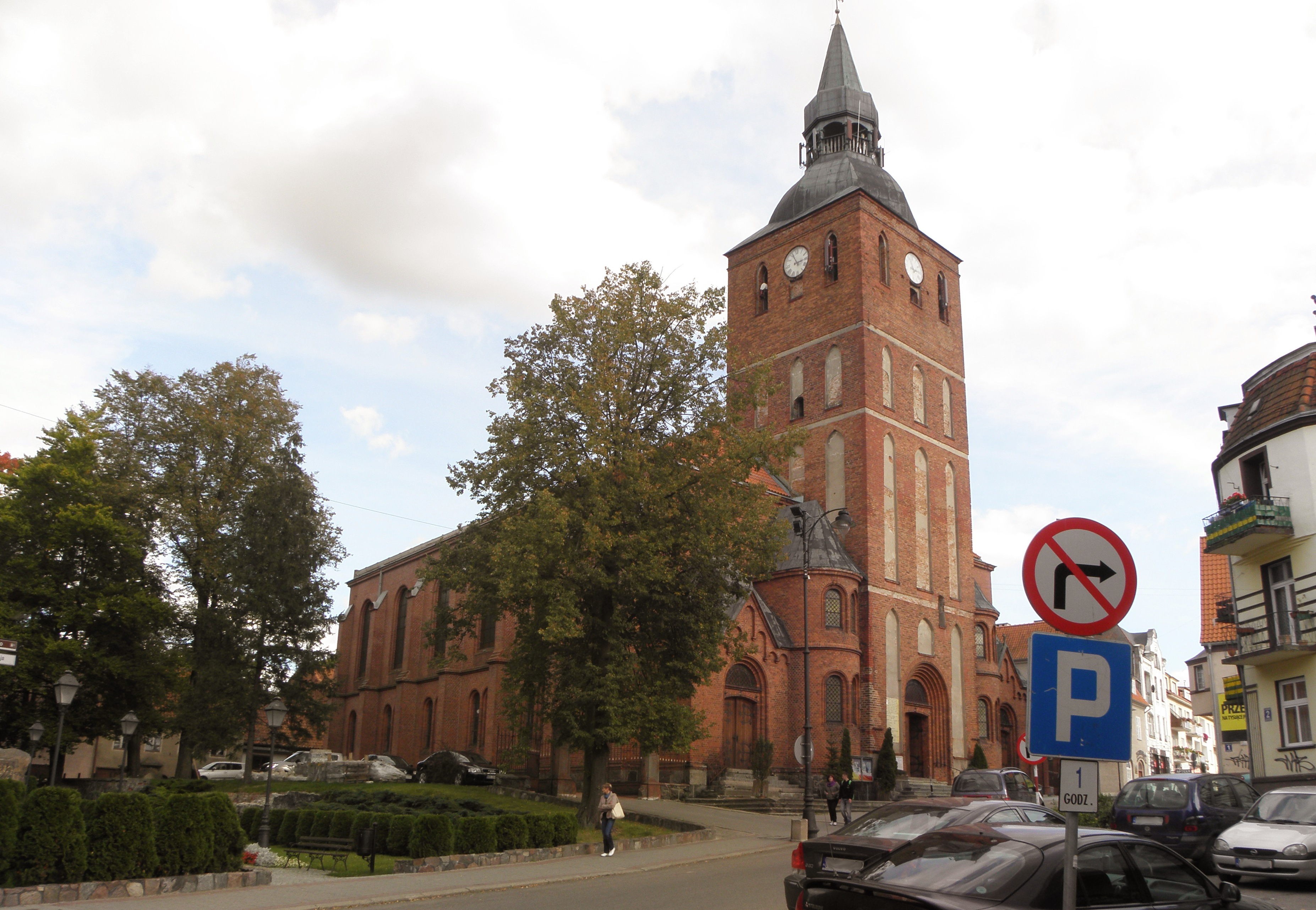
Stadtkirche

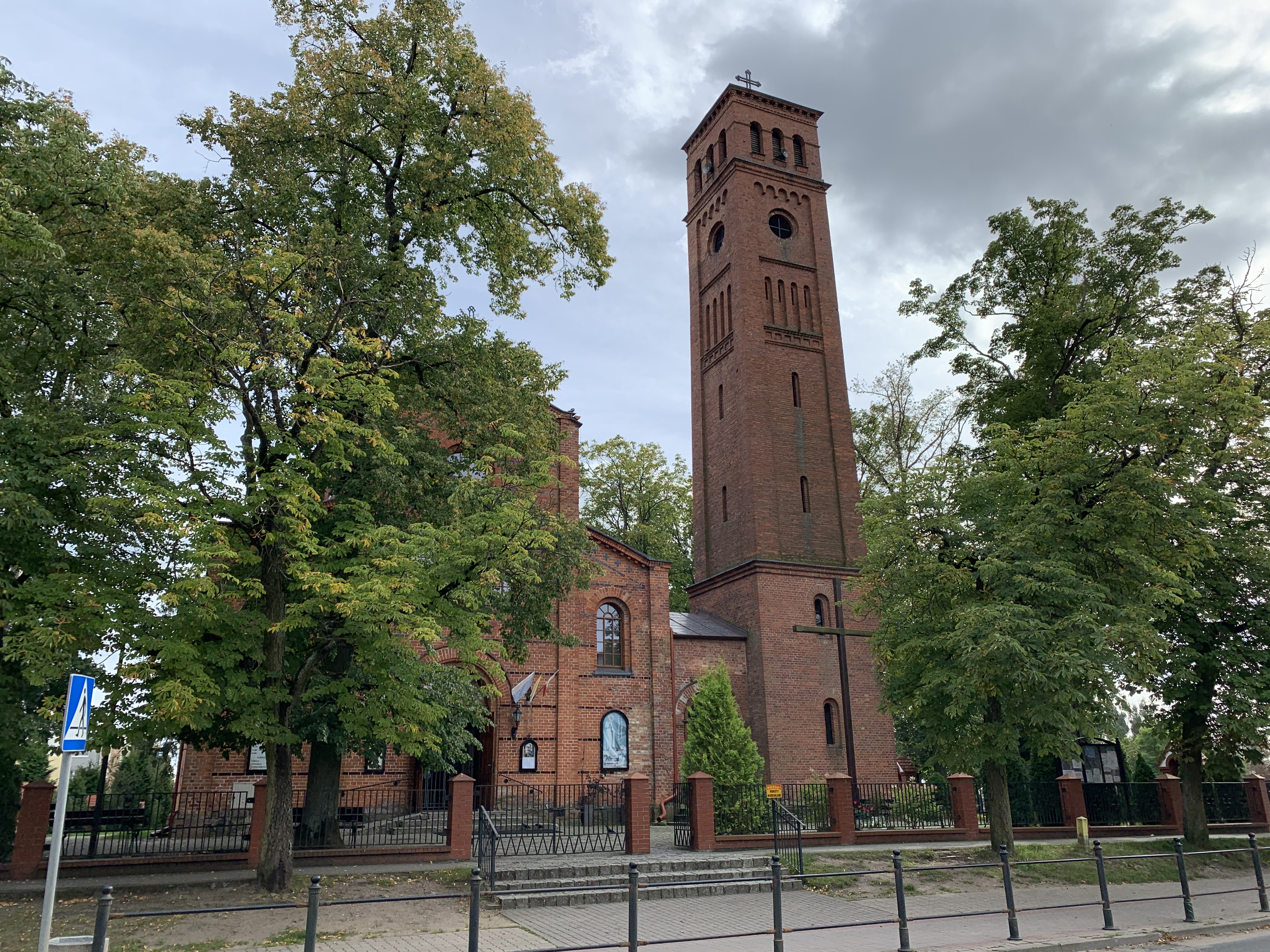
Kirche der seligen Karolina Kózka

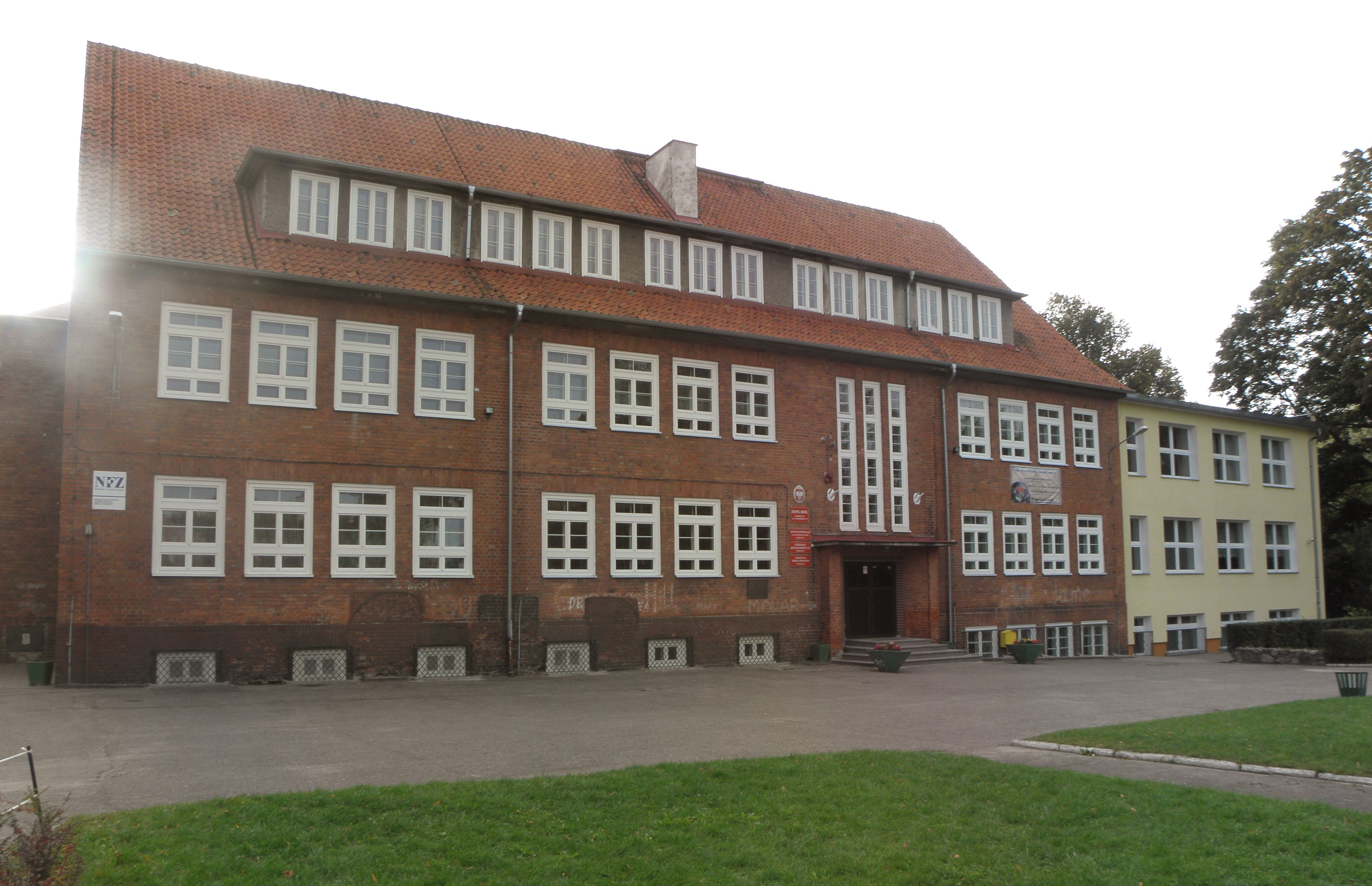
Schulgebäude

Zur Sicherung des wichtigen Handelsweges zwischen Königsberg und Warschau wurde vermutlich Ende des 13., Anfang des 14. Jahrhunderts ein Wacht- und Wildhaus auf einer Insel im Dimmerfluss errichtet. Es dürfte den ermländischen Bischöfen, in deren Herrschaftsbereich es lag, auch als Stützpunkt für die Besiedlung des südlichen Teils des Ermlandes gedient haben, mit der in der zweiten Hälfte des 14. Jahrhunderts begonnen wurde. Dies belegt auch die Gründungsurkunde für das nahe gelegene Gut Bansen vom 13. Dezember 1389, in der die Befestigungsanlage erstmals urkundlich erwähnt wurde. Bereits von einer Burg ist in der Gründungsurkunde für die Siedlung Bischofsburg vom 17. Oktober 1395 die Rede. Mit dieser Urkunde verlieh der ermländische Bischof Heinrich III. Sorbom dem Ort mit der Kulmer Handfeste das Stadtrecht und stattete den Lokator Johann Mockyn mit 60 Hufen Land zur Weiterentwicklung der Stadt aus.
Bis Mitte des 15. Jahrhunderts war die Burg Sitz eines Burggrafen und eines ermländischen Kammeramtes. Während des dreizehnjährigen Städtekrieges (1454–1466) zwischen dem rebellierenden Preußischen Bund und dem Deutschen Orden wurden sowohl die Burg als auch die Stadt 1466 völlig zerstört. Die Stadt hatte sich zu Beginn des Krieges kurzfristig dem Preußischen Bund angeschlossen. Da die Burg nicht wieder aufgebaut wurde, verlor die Stadt den Sitz des Kammeramtes und wurde dem Kammeramt Seeburg unterstellt. Mit dem 2. Thorner Frieden, der 1466 den Dreizehnjährigen Krieg beendete, kam Bischofsburg zusammen mit dem Fürstbistum Ermland vom Schutz des Deutschen Ordens in den Schutz der polnischen Krone. Bei einem Stadtbrand im Jahre 1505 kam es erneut zu Zerstörungen; unter anderem brannte die Kirche nieder. Verwüstungen brachte auch der Reiterkrieg zwischen dem Deutschen Orden und Polen (1519–1521) mit sich. Anschließend trat eine Phase stabiler Verhältnisse ein, und Bischofsburg profitierte von dem Privileg für einen Wochenmarkt, das Bischof Hosius 1571 verlieh. Sein Nachfolger, Bischof Cromer, berichtete 1583, dass die Stadt mehrheitlich von Polen bewohnt wird. 1626 brachen die schwedisch-polnische Kriege aus, die zunächst einen starken Bevölkerungsverlust durch die Flucht der Einwohner vor den Kriegswirren mit sich brachte. So ging beispielsweise die Zahl der Handwerker zwischen 1627 und 1633 von 27 auf 15 zurück. Schlimmer ging der zweite Schwedenkrieg für die Stadt aus, denn am 13. Mai 1659 ging sie im Verlauf von Kämpfen zwischen preußischen und schwedischen Truppen in Flammen auf. Das gleiche Schicksal wiederholte sich 1692, als Bischofsburg erneut einem Stadtbrand zum Opfer fiel. Noch einmal kam Not in den Jahren 1709 und 1710 über die Stadt, als die im Land grassierende Pest so viele Tote forderte, dass Massengräber ausgehoben werden mussten.
Zur Zeit der Ersten polnischen Teilung von 1772 endete die Souveränität der Fürstbistums Ermland, und das Königreich Preußen übernahm die Herrschaft. In diesem Jahr hatte Bischofsburg 1064 Einwohner. Da das Bistum bisher streng katholisch ausgerichtet war, konnte das lutherische Bekenntnis dort kaum Fuß fassen. Im toleranten Preußen änderten sich die Verhältnisse, es gründeten sich auch im Ermland evangelische Gemeinden, die erste entstand 1792 in Bischofsburg. Zum Ende des 18. Jahrhunderts hatte sich die Stadt zu einem regionalen Schwerpunkt des Handels und Verkehrs entwickelt, gefördert insbesondere durch den Anbau und die Verarbeitung von Flachs. Der erneute Rückschlag kam mit den 1806 beginnenden napoleonischen Kriegen. Sowohl im Januar 1807 als auch im Mai 1812 wurde Bischofsburg von französischen Truppen besetzt, die der Stadt hohe Kontributionszahlungen auferlegten. Die Kosten betrugen am Kriegsende 41.727 Reichstaler, die durch Schuldenaufnahme beglichen werden mussten. Die Schuldentilgung dauerte bis 1870.
Mit der preußischen Verwaltungsreform von 1815 wurden die alten ermländischen Kammerämter zugunsten neuer, größerer Verwaltungskreise aufgelöst. Bischofsburg wurde dem Kreis Rößel zugeordnet. Der neuerliche Standbrand von 1824 wurde zum Anlass genommen, den Marktplatz der Stadt neu zu gestalten. In den Jahren von 1832 bis 1873 grassierten mehrfach Choleraepidemien in der Stadt, die insgesamt 489 Tote forderten. Trotzdem stieg die Zahl der Einwohner von 2077 im Jahr 1831 auf 3730 im Jahre 1875 erheblich an. Eine Ursache war offensichtlich die Verlegung des Landratsamtes 1862 von Rößel nach Bischofsburg, die auf Betreiben des Landrates Freiherr von Schroetter erfolgte, der in der Nähe von Bischofsburg sein Gut Kobulten bewirtschaftete. Während die 1872 in Betrieb genommene Bahnlinie Thorn – Insterburg wegen der ungünstigen topografischen Lage noch acht Kilometer an Bischofsburg vorbeigeleitet wurde, erhielt die Stadt mit der 1898 eröffneten Nebenstrecke Zinten – Rudczanny am 1. September 1898 einen eigenen Bahnhof. 1899 wurde eine Garnison in die Stadt verlegt, und dadurch gab es nochmals ein Anwachsen der Einwohnerzahlen (1890: insgesamt 4249, davon 957 evangelischen und 116 jüdischen Glaubens sowie 1300 Polen).
Der Erste Weltkrieg, Bischofsburg hatte zu dessen Beginn bereits über 5000 Einwohner, verlief für die Stadt im Vergleich zu anderen ostpreußischen Städten glimpflich. Die Stadt war vom 24. bis 27. August 1914 von russischen Truppen besetzt, die Schadensbilanz waren sieben Tote und neun zerstörte Häuser. Allerdings hatte die Stadt 186 gefallene Soldaten zu beklagen, und der Garnisonsstandort wurde nach Kriegsende aufgelöst. Für den Wiederaufbau der zerstörten Häuser spendete die Patenstadt München 50.000 Mark. Mehrfach wurde die nähere Umgebung von plündernden Polen heimgesucht, so dass 1919 ein Grenzschutzbataillon nach Bischofsburg entsandt wurde. Der Versailler Vertrag von 1919 hatte auch für den Kreis Rößel eine Volksabstimmung über die Zugehörigkeit zu Ostpreußen oder Polen bestimmt. In den Volksabstimmungen in Ost- und Westpreussen am 11. Juli 1920 stimmten in Bischofsburg 3461 gegen 52 Stimmberechtigte für den Verbleib in Ostpreußen. Infolge der durch die Inflation hervorgerufenen wirtschaftlichen Not kam es am 25. Oktober 1923 zu Plünderungen. Trotz der schwierigen Lage entstanden jedoch zwischen 1925 und 1934 483 neue Wohnungen, die vor allem von den neu Zugezogenen aus dem im Krieg verlorenen Westpreußen benötigt wurden. Die Zahl der Einwohner stieg noch einmal stark an und betrug 1933 6571, 1939 sogar 8468.
Gegen Ende des Zweiten Weltkriegs begannen in Bischofsburg am 20. Januar 1945  Bombenangriffe der sowjetischen Luftwaffe. 34 Einwohner kamen dabei ums Leben. Einen Tag später wurde von den deutschen Behörden der Befehl zu Evakuierung der Stadt gegeben. Wenig später besetzte die Rote Armee die Region und die Stadt. Bald darauf wurde Bischofsburg zusammen mit der südlichen Hälfte Ostpreußens von der Sowjetunion der Volksrepublik Polen zur Verwaltung überlassen. Es begann nun der Zuzug polnischer Zivilisten. Bischofsburg wurde in Biskupiec umbenannt. Soweit die deutschen Einwohner nicht geflohen waren, wurden sie in der darauf folgenden Zeit größtenteils vertrieben.

### Demographie
| Jahr | Einwohner | Anmerkungen |
| ---- | --------- | --- |
| 1783 | 1400      | [ 3 ] |
| 1802 | 1607      | Stadt |
| 1810 | 1626      | Stadt |
| 1816 | 2018      | Stadt, davon 240 Evangelische, 1718 Katholiken und 60 Juden |
| 1821 | 2163      | Stadt, mit 269 Privatwohnhäusern und Leinwandmärkten |
| 1831 | 2077      | meist Deutsche |
| 1858 | 2794      | davon 536 Evangelische, 2160 Katholiken und 98 Juden |
| 1864 | 3581      | am 3. Dezember |
| 1871 | 3787      | davon 550 Evangelische und 100 Juden (1230 Polen) |
| 1875 | 3730      | [ 10 ] |
| 1880 | 4071      | [ 10 ] |
| 1890 | 4249      | davon 957 Evangelische und 116 Juden (1300 Polen) |
| 1900 | 5250      | mit der Garnison (ein Bataillon Infanterie Nr. 146), Stadt mit einer evangelischen und einer katholischen Kirche, dem Landratsamt des Kreises Rössel, einem Amtsgericht, einer Ofenfabrik, sowie Mahlmühlen und Sägewerken                                                                                       |
| 1910 | 5428      | Stadt, am 1. Dezember, davon 4353 mit deutscher Muttersprache (1379 Evangelische, 2904 Katholiken, vier sonstige Christen oder Andersgläubige und 66 Juden), 645 mit polnischer Muttersprache (23 Evangelische und 622 Katholiken) und 14 mit masurischer Muttersprache (sechs Evangelische und acht Katholiken) |
| 1933 | 6571      | [ 10 ] |
| 1939 | 8468      | [ 10 ] |

## Stadtbild
Trotz der Zerstörungen von 1945 blieb der Stadtgrundriss von Bischofsburg/Biskupiec erhalten. Der Marktplatz ist im Südosten um zwei Häuserblocks erweitert worden, und es wurde ein großes Rondell angelegt.
- Die Pfarrkirche St. Johannes der Täufer wurde 1505 anstelle einer bereits zur Gründungszeit vorhandenen Kirche, die im Hungerkrieg 1414 zerstört wurde, auf Veranlassung des ermländischen Bischofs Lukas Watzenrode errichtet. Beim Bau wurden Steine des in Heilsberg abgerissenen Heilig-Geist-Hospitals verwendet. Am 26. April 1580 weihte sie Bischof Cromer auf den Namen des Heiligen Johannes der Täufer. Der Turm brannte im 17. Jahrhundert zweimal ab, danach erhielt er 1721 seine endgültige Form. Bei einem Großbrand im Jahr 1726 wurde beinahe die gesamte Stadt zerstört.[14] Von 1728 bis 1735 wurde das Kirchenschiff erweitert, doch auch dieses wurde am 21. April 1766 ein Raub der Flammen. Danach wurde die ursprüngliche Hallenkirche dreischiffig im barocken Baustil wieder aufgebaut. 1881/1882 erfolgten umfangreiche neoromanische Umbauten. Nach der Zerstörung im Zweiten Weltkrieg wurde die Kirche in den Jahren 1948 und 1949 wiederhergestellt.
- Die heute römisch-katholische Pfarrkirche der seligen Karolina Kózka wurde als dreischiffige Basilika im neuromanischen Stil vom königlichen Baumeister Friedrich August Stüler für die evangelische Gemeinde entworfen und von 1842 bis 1846 erbaut. Der Turm wurde in den Jahren 1868–1872 hinzugefügt. Die der evangelischen Gemeinde gehörende Kirche wurde nach 1945 aufgegeben und begann zu verfallen. In den Jahren 1988–1992 wurde die Kirche einer gründlichen Renovierung unterzogen und dient seitdem der katholischen Gemeinde.

## Gmina Biskupiec
Die Stadt ist Sitz einer Stadt-und-Land-Gemeinde mit einer Fläche von 290 Quadratkilometern.

### Partnergemeinden
Bramsche in Niedersachsen ist seit 2006 Partnerstadt von Biskupiec.

## Verkehr
Der Ort ist Kreuzungspunkt zweier Fernstraßen, der DK 16, die von Grudziądz (Graudenz) bis nach Litauen führt und der DK 57, die die Verbindung zum Kaliningrader Gebiet herstellt. Im Bahnhof Biskupiec Reszelski zweigte die Strecke nach Szczytno (Ortelsburg) von der Strecke Czerwonka–Ełk (Rothfließ–Lyck) ab.

## Persönlichkeiten
- Henry Axel Bueck (1830–1916), deutscher Politiker und Industriefunktionär
- Johann Hirschberg (1847–1910), deutscher katholischer Geistlicher und Mitglied des Reichstags
- Hans Ebel (1859–1920), deutscher evangelischer Pfarrer in Masuren
- William Michaelis (1871–1948), deutscher Admiral
- Rudolf Winkler (1889–1970), deutscher Pianist
- Bernhard Bonk (1890–1944), Steyler Missionar und Märtyrer
- Alfred Lublin (1895–1956), deutscher Arzt und Diabetologe
- Franz Bulitta (1900–1974), Geistlicher Rat und Kaplan in Bischofsburg
- Hans Woellke (1911–1943), deutscher Leichtathlet, Olympiasieger 1936 im Kugelstoßen
- Oskar Johannes Stanik (1921–1989), deutscher Maler und Grafiker
- Elmar Mayer (1923–2019), Wirtschaftswissenschaftler und Hochschullehrer
- Hans-Joachim Mack (1928–2008), deutscher General
- Ellen Tiedtke (1930–2022), deutsche Schauspielerin und Kabarettistin
- Bruno Tietz (1933–1995), deutscher Ökonom, Handelsexperte und Hochschullehrer
- Helge Kühnapfel (* 1938), Metallbildhauer, Gold- und Silberschmied
- Josef Schulz (* 1966), deutscher Fotograf und Fotokünstler
- Szymon Rekita (* 1994), Radrennfahrer
- Marta Jaskulska (* 2000), Radrennfahrerin